# 西藏土当归
西藏土当归（学名：Aralia tibetana）是五加科楤木属的植物，是中国的特有植物。分布在中国大陆的西藏等地，生长于海拔3,200米至3,500米的地区，常生长在森林中以及灌丛，目前尚未由人工引种栽培。